# Coscinia rippertii
Coscinia rippertii är en fjärilsart som beskrevs av Jean Baptiste Boisduval 1834. Coscinia rippertii ingår i släktet Coscinia och familjen björnspinnare. Inga underarter finns listade i Catalogue of Life.